# El Paso (Cochabamba)
El Paso ist eine Kleinstadt im Departamento Cochabamba im südamerikanischen Anden-Staat Bolivien.

## Lage im Nahraum
El Paso ist der zentrale Ort des Kanton El Paso im Municipio Quillacollo in der gleichnamigen Provinz Quillacollo. Die Stadt liegt auf einer Höhe von 2647 m am östlichen Ufer des Río Liriuni, der von den Hängen der Kordillere von Cochabamba in den Talkessel von Cochabamba fließt und früher direkt westlich von El Paso einen zwei Kilometer langen See gebildet hatte, der aufgrund des Bevölkerungsdrucks im Tal von Cochabamba inzwischen trockengelegt worden ist.

## Geographie
El Paso liegt im Übergangsbereich zwischen der Anden-Gebirgskette der Cordillera Central und dem bolivianischen Tiefland.
Die mittlere Durchschnittstemperatur der Region liegt bei etwa 18 °C (siehe Klimadiagramm Cochabamba) und schwankt nur unwesentlich zwischen 14 °C im Juni/Juli und 20 °C im Oktober/November. Der Jahresniederschlag beträgt nur rund 450 mm, bei einer ausgeprägten Trockenzeit von Mai bis September mit Monatsniederschlägen unter 10 mm, und einer Feuchtezeit von Dezember bis Februar mit 90 bis 120 mm Monatsniederschlag.

## Verkehrsnetz
El Paso liegt in einer Entfernung von 21 Straßenkilometern westlich von Cochabamba, der Hauptstadt des Departamentos, und acht Kilometer nördlich von Quillacollo, dem Verwaltungssitz der Provinz.
Durch Cochabamba und Quillacollo führt die 1657 Kilometer lange Nationalstraße Ruta 4, die ganz im Westen an der chilenischen Grenze bei Tambo Quemado beginnt. Sie führt quer durch das ganze Land über Quillacollo, Cochabamba und Villa Tunari nach Santa Cruz und endet im südöstlichen Teil des Landes an der Grenze zu Brasilien bei der Stadt Puerto Quijarro.
In Quillacollo führt eine Landstraße nach Norden in Richtung auf die Stadt Ironcollo, überquert den Río Liriuni nach Osten und führt am linken Flussufer entlang über Pandoja nach El Paso.

## Bevölkerung
Die Einwohnerzahl der Ortschaft ist in den vergangenen beiden Jahrzehnten – auch durch Eingemeindungen – auf mehr als das Dreifache angestiegen:
| Jahr | Einwohner | Quelle       |
| ---- | --------- | ------------ |
| 1992 | 1763      | Volkszählung |
| 2001 | 3344      | Volkszählung |
| 2012 | 5964      | Volkszählung |
| 2024 |           | Volkszählung |

Die Region weist einen hohen Anteil an Quechua-Bevölkerung auf. Im Municipio Quillacollo sprechen trotz der großstädtischen Überformung 55,8 Prozent der Bevölkerung Quechua.